# Max Meyr (SS-Mitglied)
Max Meyr (* 30. Juli 1915 in Nördlingen; † nach 1945) war ein deutscher SS-Obersturmführer sowie erster Leiter der Standortverwaltung im KZ Auschwitz.

## Leben
Max Meyr war kaufmännischer Angestellter. Er trat zum 1. Oktober 1934 der SS (SS-Nummer 289.455) und zum 1. Mai 1937 der NSDAP bei (Mitgliedsnummer 4.426.588). Zunächst war er bei der Kriegsbesoldungsstelle der Inspektion der Konzentrationslager (IKL) in Oranienburg tätig.
Nach Einrichtung des KZ Auschwitz wurde Meyr von der IKL Anfang Juni 1940 in das neu eingerichtete KZ Auschwitz versetzt, wo er erster Leiter der Standortverwaltung wurde. Schon nach vier Monaten wurde er zum 1. Oktober 1940 durch Rudolf Wagner in dieser Funktion abgelöst und wechselte anschließend zum Kommandanturstab in das KZ Neuengamme. Laut dem Lagerkommandanten Rudolf Höß war Meyr „ein ausgemachter Trottel“. Bei der Waffen-SS erreichte er 1942 den Rang eines SS-Obersturmführers.
Nach dem Ende des Zweiten Weltkrieges nahm er seinen Wohnsitz in Niedersachsen.